# Gentilino
Gentilino (in dialetto ticinese Gentilìn) è una frazione di 1 328 abitanti del comune svizzero di Collina d'Oro, nel Canton Ticino (distretto di Lugano).

## Storia

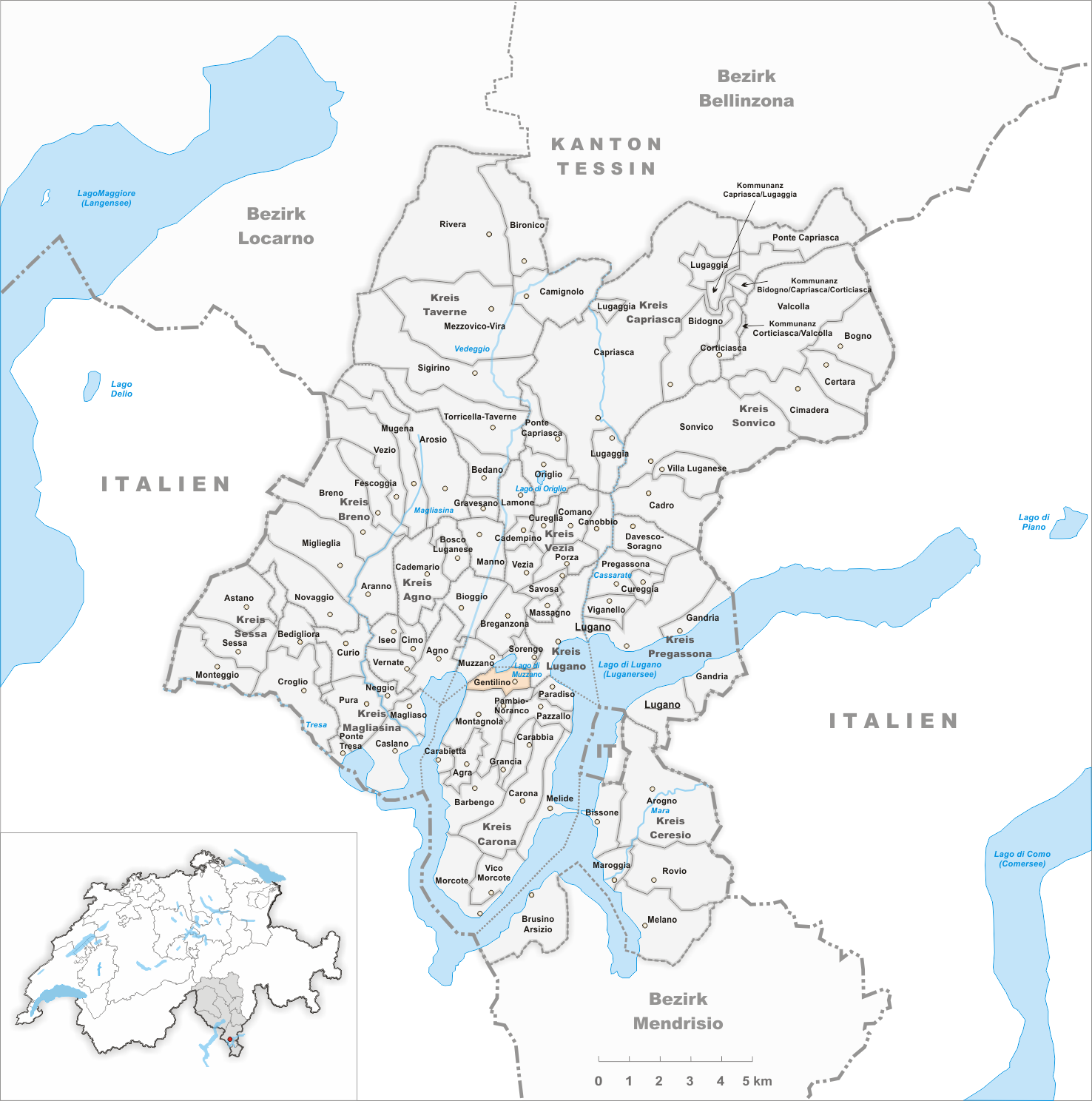
Il territorio del comune di Gentilino prima degli accorpamenti comunali del 2004

Già comune autonomo che si estendeva per 1,23 km², il 4 aprile 2004  è stato accorpato agli altri comuni soppressi di Agra e Montagnola per formare il comune di Collina d'Oro, del quale Gentilino è capoluogo.

## Monumenti e luoghi d'interesse

### Architetture religiose

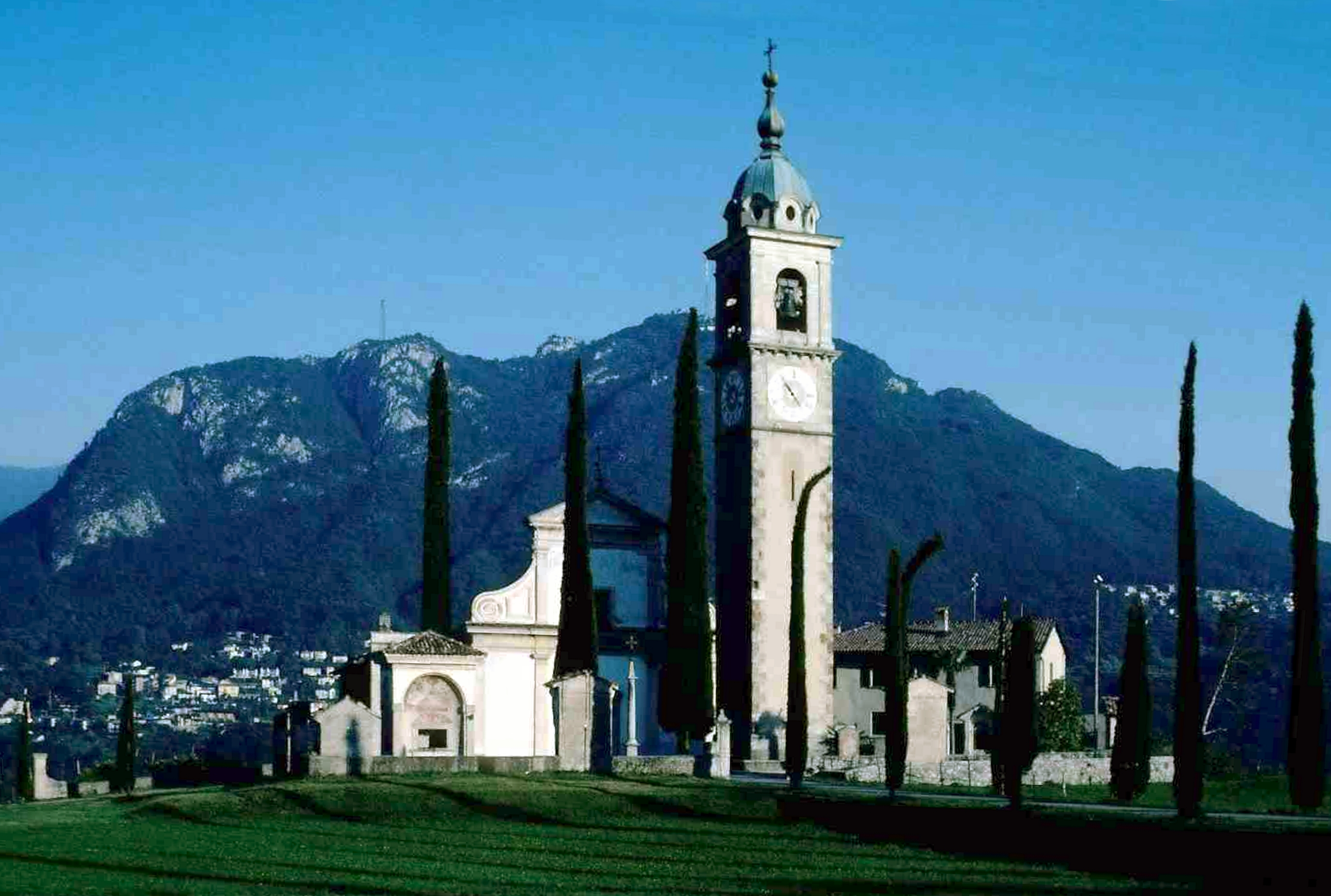
La chiesa di Sant'Abbondio con il Monte San Salvatore sullo sfondo

- Chiesa di Sant'Abbondio, attestata nel 1140 ma risalente all'XI secolo[2], con ossario di fronte[3] e Via Crucis sui lati del sagrato[3];
- Cimitero monumentale neoclassico [senza fonte];
- Cappella di San Pietro presso il cimitero [senza fonte]
- Oratorio della Presentazione di Gesù al Tempio in località Cà di Sotto [senza fonte];
- Oratorio di San Giovanni Evangelista in località Viglio [senza fonte].

### Architetture civili
- Casa Somazzi, con decorazioni rinascimentali a graffito in facciata[senza fonte];
- Villa Donini, neoclassica[senza fonte];
- Villa Lucchini [senza fonte]
- Palazzina Bora da Besa, dell'architetto Americo Marazzi [senza fonte];
- Villa Argentina in località Viglio, affresco della ''Pietà'' sul portale [senza fonte].

## Società

### Evoluzione demografica
L'evoluzione demografica è riportata nella seguente tabella (nel 1591 assieme a Montagnola):
Abitanti censiti